# 维索基 (汉特-曼西自治区)
维索基（羅馬化：Vysokiy）是俄罗斯汉特-曼西自治区的市级镇，属自治区辖市梅吉翁市管辖。地处汉特-曼西自治区东部，位于鄂毕河流域瓦京斯基约甘河沿岸，在梅吉翁西北、自治区首府汉特-曼西斯克东偏北方。附近较大城市有苏尔古特和下瓦尔托夫斯克。
镇内设有铁路车站梅吉翁站，位于乌利特亚贡－下瓦尔托夫斯克1号线上。
该地2022年人口有6,834人；2010年人口6,933；2002年人口7,463；1989年人口6,788。